# The Foreman's Courage
The Foreman's Courage est un film muet américain réalisé par Thomas H. Ince et sorti en 1911.

## Fiche technique
- Réalisation : Thomas H. Ince
- Durée : 10 minutes
- Date de sortie : 
  - États-Unis : 15 décembre 1911

## Distribution
- Francis Ford